# Система сантиметър-грам-секунда
Системата CGS (сантиметър – грам – секунда) е кохерентна система единици, която през 19 век постепенно се налага при измерванията във физиката. Подобно на използваната днес международна система SI, и тя почива на метричните единици метър, килограм и секунда (т.нар. система метър – килограм – секунда или MKS, станала основа за SI), но основните ѝ единици имат други десетични представки. В областта на механиката тя е разширена с единиците келвин, кандела и мол. Днес се прилага рядко, като не трябва да се използва заедно с единиците от международната система SI.
В областта на електричните и магнитни единици системата сантиметър – грам – секунда има четири разновидности:
– електростатична CGS система;
– електромагнитна CGS система;
– Гаусова система;
– система Хевисайд – Лоренц.
Те се различават помежду си по избора на коефициентите в законите на Кулон (електрическа проницаемост), Ампер и Фарадей (електромагнитна индукция).
Производни на системата CGS са единиците дина, ерг, поаз, стокс, гаус, оерстед и максуел. Те също не трябва да се използват едновременно с единиците от SI.
През 1954 г. международна комисия препоръчва системата MKS като основа за една обща единна система в областта на науката и техниката. През следващите десетина години системата CGS постепенно е изместена от системата SI в учебниците и в практиката на специалистите. Някои физици обаче продължават да ползват системата CGS заради по-удобните в отделни случаи изчисления. Системата CGS се поддържа от Международния съюз за чиста и приложна физика (International Union of Pure and Applied Physics, IUPAP).

## Дефиниции и производни на единиците CGS в SI
| Физическо свойство                       | Символ | CGS единица          | Означение | Дефиниция           | Еквиалент в SI |
| ---------------------------------------- | ------ | -------------------- | --------- | ------------------- | -------------- |
| дължина                                  | L, x   | сантиметър           | cm        | 1/100 от метъра     | = 10−2 m       |
| маса                                     | m      | грам                 | g         | 1/1000 от килограма | = 10−3 kg      |
| време                                    | t      | секунда              | s         | 1 секунда           | = 1 s          |
| скорост                                  | v      | сантиметър в секунда | cm/s      | cm/s                | = 10−2 m/s     |
| ускорение                                | a      | гал                  | Gal       | cm/s2               | = 10−2 m/s2    |
| сила                                     | F      | дина                 | dyn       | g⋅cm/s2             | = 10−5 N       |
| енергия                                  | E      | ерг                  | erg       | g⋅cm2/s2            | = 10−7 J       |
| мощност                                  | P      | ерг в секунда        | erg/s     | g⋅cm2/s3            | = 10−7 W       |
| налягане                                 | p      | бария                | Ba        | g/(cm⋅s2)           | = 10−1 Pa      |
| динамичен вискозитет                     | μ      | поаз                 | P         | g/(cm⋅s)            | = 10−1 Pa⋅s    |
| кинематичен вискозитет                   | ν      | стокс                | St        | cm2/s               | = 10−4 m2/s    |
| вълново число (обратна дължина на вълна) | k      | кайзер               | cm−1      | cm−1                | = 100 m−1      |